# 매화초등학교 (경기)
매화초등학교(梅花初等學校)는 대한민국 경기도 안산시 상록구에 있는 공립 초등학교이다.

## 학교 연혁
- 1996년 3월 1일: 개교

## 참고 자료
- 매화초등학교 - 한국교육학술정보원 학교알리미